# Costel Badea
Costel Badea (n. 6 iunie 1940, Iași, România – d. 1994, București, România) a fost un sculptor monumentalist, artist decorator și profesor român, membru al Uniunii Artiștilor Plastici din România și al Academiei Internaționale de Ceramică din Geneva, unul dintre întemeietorii școlii românești moderne de ceramică.

## Biografie

### Educație
Între anii 1958-1964, Costel Badea a urmat Institutul de Arte Plastice „Nicolae Grigorescu” din București, la clasa profesorului Mac Constantinescu.

### Carieră
Începând cu anul 1964 a predat ca asistent la Institutului de Arte Plastice „Nicolae Grigorescu”. Din 1970 a fost numit membru titular al Academiei Internaționale de Ceramică, cu sediul în Geneva. A fost membru al Uniunii Artiștilor Plastici din România, iar din 1973 a îndeplinit funcția de secretar al acestei organizații.
În 1965, Costel Badea a debutat la Saloanele de sculptură și artă decorativă din țară, iar începând cu 1966 a participat la Concursurile Internaționale de ceramică de la Perugia, Faenza, Vallauris, Mino (Japonia), Perth (Australia). În 1971 a participat la primul simpozion de ceramică organizat la Medgidia, iar în anii următori, la cel de-al doilea (1972) și cel de-al treilea (1973) simpozion de ceramică și faianță de la Sighișoara.
Costel Badea a realizat, cu precădere, sculpturi de mici dimensiuni, în faianță, gresie, porțelan, pe care a încercat să le încadreze în peisajele urbane, un exemplu în acest sens fiind ansamblurile monumentale de pe litoralul Mării Negre, la care și-a adus contribuția. Viziunea sa artisitică a fost considerată „modernă”, „inventivă”, cu o mare atenție pentru „desăvârșirea artizanală”. Apreciat pentru stilul situat dincolo de avangarda în arta românească, ceramica lui sculpturală a marcat un moment de individualism în arta epocii sale, nu doar prin sensibilitatea artistică, ci și prin faptul că Badea a cunoscut materialele ca structură și compoziție prin colaborarea sa cu Combinatul de faianță și sticlă de la Sighișoara. Creația sa este caracterizată, în esență, de o „fuziune a contrariilor”, elemente binare puse în contrast pentru a se reliefa mai pregnant. Prin întreaga sa operă artistică, a contribuit la desprinderea ceramicii din rândul artelor decorative și i-a conferit un statut estetic aparte în creația de forme geometrice cu implicații figurative. El a definit arta ceramică drept „jocul cu lutul, cu apa, cu focul”.
A fost autorul unor lucrări de artă monumentală decorativă, realizate în țară, precum: Mangalia-Nord, panou decorativ, relief ceramic și cimenturi colorate (1966, în colectiv); Stațiunea experimentală F.A.O. Băneasa-Giurgiu, sala de consiliu, două panouri decorative, lemn și metal (1970, în colectiv); Costinești, formă spațială, „Victorie”, gresie, 2,60 m (1971); Jilava, București, Centrul industrial al prelucrării cauciucului și maselor plastice, cinci panouri decorative, mozaic ceramic (1971, în colectiv). De asemenea, lucrările sale se află în colecții de stat din România și Canada, precum și în colecții particulare din România, Italia, Franța, Germania, Belgia, Canada, Israel și Maroc.

## Premii
Costel Badea a fost răsplătit în 1968 cu Premiul Tineretului acordat de Uniunea Artiștilor Plastici din România. Medalia de Aur (Targa d’ Oro) i-a fost acordată la Concursul internațional de ceramică din Perugia, în 1970, 1978 și 1986. Uniunea Artiștilor Plastici din România i-a decernat Premiul pentru artă decorativă în 1972 și în 1981.
În 1972 a primit Marea diplomă de onoare la Bienala Internațională de Ceramică (acordată grupului artiștilor români), organizată la Vallauris. În 1973, cu ocazia Expoziției „Ceramica în arta contemporană” desfășurată la Gdańsk, Ministerul Arhitecturii i-a acordat Premiul al II-lea. În același an a primit Premiul pentru prototip acordat cu ocazia Simpozionului de Ceramică și Faianță de la Sighișoara. Anul 1974 i-a adus o nouă medalie de aur la Bienala de la Vallauris și Premiul I la Quadrienala de la Erfurt. Alte distincții obținute au fost Placheta de Aur la Perugia în 1984 și o mențiune de onoare la Mino în 1989.
În memoria artistului, în 2011, a fost inițiat, la Constanța, la Galeria „I. Nicodim” din cadrul Pavilionului Expozițional Mamaia, Salonul Național de Creație Ceramică „Costel Badea” și premiul „Costel Badea” acordat pentru cea mai reprezentativă operă de artă a momentului. În 2018 s-a desfășurat Simpozionul de Ceramică Monumentală „Costel Badea”, cu scopul de a continua tradiția taberelor de ceramică monumentală de la Medgidia, din anii 1970, inițiate și coordonate de Patriciu Mateescu și Costel Badea, și de a încuraja crearea unor noi opere de ceramică monumentală.

## Expoziții

### Expoziții individuale
- 1968 - Galeria Simeza, București
- 1971 - Teatrul Giulești, București
- 1972 - Galeria Galateea, București
- 1974 - Galeria Eforie, București

### Expoziții colective
- 1970 - Galeria Apollo, București
- 1971 - Galeria Apollo, București
- 1972 - Pulchri Studio, Haga
- 1973 - Galeria Orizont (simpozioanele naționale), București
- 1973 - Galeria Marc, Bruxelles
- 1974 - Crédit communal de Belgique, Grand Palace, Anvers

#### Expoziții de artă românească organizate în străinătate
- 1968 - Paris (Orly), Tel Aviv
- 1970 - Varșovia, Viena, Moscova
- 1971 - Roma, San Marino
- 1972 - Budapesta, Paris
- 1973 - Belgrad, Praga, Bochum, Karlovy Vary, Brno, Hamburg
- 1976 - Atena

#### Expoziții internaționale
- 1965 - cea de-a XXIII-a ediție a Concursului internațional de ceramică de artă, Faenza
- 1966 - Trienala internațională de artă decorativă, Stuttgart
- 1967 - „München, Form und Qualität”, Târgul internațional de la Londra; Expoziția internațională de arte decorative din Istanbul
- 1968 - cea de-a XIV-a Trienală internațională a artelor decorative și industriale moderne și a arhitecturii moderne de la Milano; Târgul internațional de la Lausanne
- 1969 - cea de-a XIV-a expoziție „Artizanatul artisitic internațional”, Stuttgart
- 1970 - cea de-a II-a Bienală internațională de ceramică de la Vallauris; cea de-a XII-a ediție a Concursului internațional de ceramică, Perugia
- 1971 - Expoziția internațională de arte decorative, Budapesta; cea de-a XXIX-a ediție a Concursului internațional de ceramică de artă, Faenza
- 1972 - Expoziția internațională (adunarea generală a Academiei internaționale de ceramică), Londra; cea de-a XXX-a ediție a Concursului internațional de ceramică de artă, Faenza; cea de-a XIV-a ediție a Concursului internațional de ceramică, Perugia; cea de-a III-a Bienală internațională de ceramică, Vallauris
- 1973 - cea de-a II-a Expoziție internațională „Ceramica în arta contemporană”, Gdasnk; Expoziția internațională de ceramică '73 a Academiei internaționale de ceramică, Calgary; cea de-a XV-a ediție a Concursului internațional de ceramică de artă, Perugia; cea de-a XV-a Trienală internațională a artelor decorative și industriale moderne și a arhitecturii moderne de la Milano
- 1974 - Quadrienala internațională de artă decorativă, Erfurt
- 1976 - Bienala internațională de ceramică de la Vallauris